# Antonín Jelínek (zapaśnik)
Antonín Jelínek (ur. 4 listopada 1956 w Chomutovie) – czechosłowacki zapaśnik walczący w stylu klasycznym. Olimpijczyk z Moskwy 1980, gdzie zajął piąte miejsce w kategorii 52 kg
Czwarty na mistrzostwach Europy w 1980. Trzykrotny mistrz kraju, w latach 1979–1981.
- Turniej w Moskwie 1980

Wygrał z Syryjczykiem Abdel Nasserem El-Oulabim i Irakijczykiem Hazimem Abdulem Ridhamem, a przegrał z Nicu Gângă z Rumunii i Wachtangiem Blagidze z ZSRR.